# Адзерихо Володимир Васильович
Володимир Васильович Адзерихо (Адзеріхо) (нар. 18 серпня 1929, село Живоглодовичі Червонослободського району, тепер Мінської області, Республіка Білорусь — ?) — український радянський діяч, секретар Запорізького обласного комітету КПУ, 1-й секретар Заводського районного комітету КПУ міста Запоріжжя.

## Біографія
Народився в селянській родині Василя Яковича Адзеріхо і Ольги Антонівни Адзеріхо-Кіняк. У 1935 році разом з батьками переїхав до міста Лисьва Пермської області. З 1937 по 1947 рік навчався в середній школі міста Лисьви.
У вересні 1947 — лютому 1954 року — студент факультету електрифікації промисловості та транспорту Московського енергетичного інституту, здобув спеціальність інженера-електромеханіка.
У травні 1954 — червні 1958 року — майстер-електрик, у червні 1958 — лютому 1959 року — старший майстер-електрик, у лютому 1959 — березні 1961 року — старший електрик сталеплавильного цеху № 1 Запорізького заводу «Дніпроспецсталь».
Член КПРС з серпня 1958 року.
У березні 1961 — вересні 1964 року — секретар партійного комітету Запорізького заводу «Дніпроспецсталь».
У вересні 1964 — вересні 1966 року — старший інженер та секретар партійної організації на будівництві заводу Представництва виробничого об'єднання «Проммашекспорт» в місті Дургапур Республіки Індії.
15 грудня 1966 — 24 листопада 1967 року — головний електрик Запорізького заводу «Дніпроспецсталь».
24 листопада 1967 — 23 червня 1970 року — секретар партійного комітету Запорізького заводу «Дніпроспецсталь».
23 червня 1970 — 23 квітня 1973 року — 1-й секретар Заводського районного комітету КПУ міста Запоріжжя.
21 березня 1973 — 19 березня 1976 року — заступник голови, 19 березня 1976 — 30 червня 1977 року — 1-й заступник голови Запорізької  обласної ради народних депутатів. 
30 червня 1977 — 20 лютого 1990 року — секретар Запорізького обласного комітету КПУ (з питань промисловості).
З лютого 1990 року — на пенсії в місті Запоріжжі.

## Родина
Дружина, Михальова Галина Олександрівна, працювала заступником начальника планового відділу Запорізького метизного заводу.

## Нагороди
- орден Жовтневої Революції (30.03.1971)
- медаль «За доблесну працю. В ознаменування 100-річчя з дня народження Володимира Ілліча Леніна» (1970)
- медалі